# Space Empires IV
Space Empires IV – turowa gra strategiczna stworzona przez Malfador Machinations, a następnie wydana przez firmę Strategy First.

## Rozgrywka
Gra toczy się w systemie turowym. Gracz przejmuje kontrolę nad obcym imperium i stara się zwyciężyć rozgrywkę spełniając określone wymagania, najczęściej – poprzez zniszczenie pozostałych imperiów.
Space Empires IV jest jedną z najbardziej rozbudowanych gier z gatunku strategii turowych sci-fi. Gracz podczas rozgrywki posiada bardzo szerokie możliwości. W drodze po zwycięstwo może zamieniać gwiazdy w czarne dziury, tworzyć planety z pasów planetoid, minować sektory i przede wszystkim tworzyć olbrzymie floty statków, których rodzaje sam projektuje używając do tego setek dostępnych części składowych.

## Gra Wieloosobowa
Gra wieloosobowa toczy się głównie poprzez pośrednictwo strony internetowej, gdzie skupia się społeczność graczy.